# Kalyanam Mudhal Kadhal Varai
Kalyanam Mudhal Kadhal Varai ist eine tamilische Seifenoper, deren Pilotfilm am 3. November 2014 auf Vijay TV ausgestrahlt wurde.  Die Serie zeigt zwei unterschiedliche Persönlichkeiten: Priya und Arjun, die zufällig die Liebe entdecken, nachdem sie heiraten. Die Handlung basiert auf dem fünften Roman (Custody) der aus dem Punjab stammenden Schriftstellerin Manju Kapur.

## Besetzung
- Priya Bhavani Shankar als Priya Arjun
- Amit Bhargav als  Arjun Swaminathan
- Revathi Shankar als Dhanalakshmi Swaminathan
- Sadhana als Manjula Unnikrishnan
- Vishwam als Unnikrishnan
- Ravishankar als Swaminathan
- Manoj als Manoj Swaminathan
- Vanitha Hariharan als Vaishali
- Nandhini / Rema als Shruti Swaminathan / Shruthi Jai
- Lokesh Baskaran als Jai
- Vandhana als Vandana
- Nathan Shyam als Ashok
- Karthik Sasidharan als Arvind